# Persone di nome Alfredo/Calciatori
| Questa pagina contiene informazioni ricavate automaticamente dalle voci biografiche con l'ausilio del template Bio e di un bot. L'aggiornamento è periodico e automatico e ricostruisce completamente la pagina. Se manca una persona in questa lista, sei pregato di non aggiungerla, ma accertati piuttosto che la sua voce biografica contenga il template Bio e che i dati anagrafici siano correttamente compilati. Se il template Bio manca, inseriscilo tu stesso o, in alternativa, metti l'avviso {{tmp\|Bio}} che ne segnala la mancanza. Se i dati riportati sono sbagliati, correggi direttamente la voce biografica; le modifiche saranno visibili in questa lista entro pochi giorni. Per chiarimenti vedi il progetto antroponimi. La lista contiene solo le 119 persone che sono citate nell'enciclopedia e per le quali è stato implementato correttamente il template Bio. Pagina aggiornata al 22 lug 2025. |

Questa è una lista di persone presenti nell'enciclopedia che hanno il nome Alfredo e sono calciatori.

## A(9)
- Saul Abrantes, calciatore portoghese (Lisbona, n. 1929 - † 2005)
- Alfredo Aguilar, calciatore paraguaiano (San Estanislao, n. 1988)
- Alfredo Alario, ex calciatore italiano (Palermo, n. 1948)
- Doca, calciatore brasiliano (n. 1903 - † 1956)
- Alfredo Amarilla, ex calciatore paraguaiano (n. 1972)
- Alfredo Amarillo, ex calciatore uruguaiano (Montevideo, n. 1953)
- Alfredo Armano, calciatore e arbitro di calcio italiano (La Spezia, n. 1885 - La Spezia, † 1965)
- Alfredo Arrigoni, calciatore italiano (Piacenza, n. 1935 - Piacenza, † 2024)
- Alfredo Alves Tinoco, calciatore brasiliano (Rio de Janeiro, n. 1904 - Rio de Janeiro, † 1975)

## B(8)
- Alfredo Bajardi, calciatore italiano (Vercelli)
- Alfredo Balmelli, calciatore uruguaiano
- Alfredo Barisone, calciatore italiano (Acqui Terme, n. 1904 - † 1992)
- Alfredo Bassani, ex calciatore italiano (Lodi, n. 1970)
- Alfredo Bifulco, calciatore italiano (Ottaviano, n. 1997)
- Alfredo Bodoira, calciatore e allenatore di calcio italiano (Mathi, n. 1911 - Torino, † 1989)
- Alfredo Bordonali, calciatore italiano (Palermo, n. 1919)
- Brilhante, calciatore brasiliano (Rio de Janeiro, n. 1904 - † 1980)

## C(7)
- Alfredo Calderoni, calciatore italiano (Ravenna, n. 1920)
- Alfredo Carricaberry, calciatore argentino (Colón, n. 1900 - † 1942)
- Alfredo Chabrolín, calciatore argentino
- Alfredo Challenger, ex calciatore britannico (n. 1979)
- Alfredo Chiaretti, calciatore italiano (Leonessa, n. 1923 - Rieti, † 2015)
- Alfredo Colombo, calciatore italiano (Boffalora sopra Ticino, n. 1921)
- Alfredo Coverlizza, calciatore italiano (Pola, n. 1901 - Cosenza, † 1931)

## D(8)
- Alfredo Castro, ex calciatore portoghese (Vila do Conde, n. 1962)
- Alfredo Dall'Aglio, calciatore italiano (n. 1916 - † 1952)
- Alfredo De Angelis, calciatore italiano (Pescara, n. 1918 - Pescara, † 2004)
- Alfredo De Vincenzi, calciatore argentino (Buenos Aires, n. 1907)
- Alfredo Di Stéfano, calciatore e allenatore di calcio argentino (Barracas, n. 1926 - Madrid, † 2014)
- Alfredo Diotalevi, calciatore italiano (Senigallia, n. 1917 - Senigallia, † 2006)
- Alfredo Donnarumma, calciatore italiano (Torre Annunziata, n. 1990)
- Alfredo de los Santos, ex calciatore uruguaiano (n. 1956)

## E(2)
- Alfredo Elli, calciatore argentino († 1975)
- Alfredo Encalada, ex calciatore ecuadoriano (Guayaquil, n. 1957)

## F(6)
- Alfredo Ferraris, calciatore italiano (Torino, n. 1890 - Londra, † 1969)
- Alfredo Murça, calciatore portoghese (n. 1948 - † 2007)
- Alfredo Fogel, calciatore argentino (Rosario, n. 1919 - † 1991)
- Alfredo Foglino, calciatore uruguaiano (Montevideo, n. 1892 - Montevideo, † 1968)
- Alfredo Franci, ex calciatore italiano (Firenze, n. 1934)
- Alfredo Franziosi, calciatore e arbitro di calcio italiano (Milano, n. 1885 - † 1924)

## G(7)
- Alfredo Garasini, calciatore argentino (Buenos Aires, n. 1897 - † 1950)
- Alfredo Gatti, calciatore italiano (Vercelli, n. 1911 - Vercelli, † 2002)
- Alfredo Genovesio, calciatore italiano (None, n. 1932 - Appiano Gentile, † 2022)
- Alfredo Ghierra, calciatore uruguaiano (Montevideo, n. 1894 - Montevideo, † 1973)
- Alfredo Giuge, calciatore italiano (Venezia, n. 1908)
- Alfredo Graciani, calciatore argentino (Buenos Aires, n. 1965 - Buenos Aires, † 2021)
- Alfredo Guanzini, calciatore italiano (Cremona, n. 1908)

## H(1)
- Alfredo Hernández, calciatore messicano (Città del Messico, n. 1935 - Città del Messico, † 2023)

## K(1)
- Fredy, calciatore angolano (Luanda, n. 1990)

## L(5)
- Alfredo Bóia, ex calciatore portoghese (Espinho, n. 1975)
- Alfredo Lamas, ex calciatore uruguaiano (Montevideo, n. 1947)
- Alfredo Lazzaretti, calciatore italiano (Vescovato, n. 1913 - Santa Margherita Ligure, † 1980)
- Alfredo Lucchesi, calciatore italiano (Bagni San Giuliano, n. 1899 - San Giuliano Terme, † 1984)
- Alfredo Lulich, calciatore italiano (Monfalcone, n. 1931 - Gorizia, † 2009)

## M(14)
- Alfredo Magni, ex calciatore e allenatore di calcio italiano (Missaglia, n. 1940)
- Alfredo Marchionneschi, calciatore italiano (Bruges, n. 1907 - Genova, † 1981)
- Alfredo Marini, calciatore italiano (Roma, n. 1915 - Nemi, † 1999)
- Alfredo Martín, calciatore argentino (Buenos Aires, n. 1894 - † 1955)
- Alfredo Francisco Martins, calciatore brasiliano (Americana, n. 1992)
- Alfredo Megido, ex calciatore spagnolo (Peñaflor, n. 1952)
- Alfredo Mejía, calciatore honduregno (Yoro, n. 1990)
- Alfredo Mendoza, ex calciatore paraguaiano (Encarnación, n. 1963)
- Alfredo Monza, calciatore e allenatore di calcio italiano (Busto Arsizio, n. 1911 - Monterotondo, † 1974)
- Alfredo Morales, calciatore tedesco (Berlino, n. 1990)
- Alfredo Morelos, calciatore colombiano (Cereté, n. 1996)
- Alfredo Moreno, calciatore argentino (Santiago del Estero, n. 1980 - Aguascalientes, † 2021)
- Alfredo Mostarda, calciatore brasiliano (San Paolo, n. 1946 - † 2025)
- Zezé Moreira, calciatore e allenatore di calcio brasiliano (Miracema, n. 1917 - Rio de Janeiro, † 1998)

## N(3)
- Alfredo Napoleoni, ex calciatore italiano (Roma, n. 1937)
- Alfredo Notti, calciatore e allenatore di calcio italiano (Alessandria, n. 1908 - Alessandria, † 1972)
- Alfredo Núñez, calciatore cileno (Tomé, n. 1960 - Antofagasta, † 2008)

## O(1)
- Alfredo Ortuño, calciatore spagnolo (Yecla, n. 1991)

## P(10)
- Alfredo Pacheco, calciatore salvadoregno (Santa Ana, n. 1982 - Santa Ana, † 2015)
- Alfredo Paolicchi, ex calciatore italiano (Firenze, n. 1938)
- Alfredo Pascual Sanz, calciatore e allenatore di calcio spagnolo (Chañe, n. 1945 - † 2014)
- Alfredo Pastore, ex calciatore italiano (Benevento, n. 1934)
- Alfredo Pesenti, ex calciatore italiano (Zanica, n. 1941)
- Alfredo Piani, calciatore italiano (Palmanova, n. 1903 - Busto Arsizio, † 1980)
- Alfredo Piffer, calciatore italiano
- Alfredo Piram, calciatore italiano (Livorno, n. 1919 - Livorno, † 2013)
- Alfredo Pitto, calciatore italiano (Livorno, n. 1906 - Milano, † 1976)
- Alfredo Pérez, calciatore argentino (n. 1924 - † 1994)

## Q(2)
- Alfredo Quaresma, calciatore portoghese (Lisbona, n. 1944 - † 2007)
- Alfredo Quesada, ex calciatore peruviano (Lobitos, n. 1949)

## R(12)
- Alfredo Razón González, ex calciatore filippino (Parañaque, n. 1978)
- Noronha, calciatore brasiliano (Porto Alegre, n. 1918 - San Paolo, † 2003)
- Alfredo Ragona, calciatore italiano (Corfù, n. 1922)
- Alfredo Ramos dos Santos, calciatore brasiliano (Rio de Janeiro, n. 1920 - † 1997)
- Alfredo Ramos, calciatore portoghese (n. 1906)
- Alfredo Ramírez, ex calciatore argentino (Santa Fe, n. 1987)
- Alfredo Ratti, calciatore italiano
- Alfredo Vittorio Reichlin, calciatore e attore italiano (Napoli, n. 1892 - Breganzona, † 1981)
- Alfredo Rocchi, calciatore italiano (Montichiari, n. 1903 - Brescia, † 1982)
- Alfredo Rojas, calciatore argentino (Lanús, n. 1937 - Buenos Aires, † 2023)
- Alfredo Romagnoli, calciatore italiano (Pescara, n. 1914)
- Ángel Romano, calciatore uruguaiano (Montevideo, n. 1893 - Montevideo, † 1972)

## S(10)
- Alfredo Saldívar, ex calciatore messicano (Città del Messico, n. 1990)
- Alfredo Santaelena, ex calciatore e allenatore di calcio spagnolo (Madrid, n. 1967)
- Alfredo Scapinello, ex calciatore italiano (n. 1936)
- Alfredo Schiavo, calciatore e dirigente sportivo italiano (Padova, n. 1927 - Padova, † 2009)
- Alfredo Simonti, calciatore italiano (Livorno, n. 1926 - Livorno, † 2007)
- Alfredo Rafael Sosa, ex calciatore argentino (San Fernando del Valle de Catamarca, n. 1988)
- Alfredo Spadavecchia, calciatore italiano (Foggia, n. 1919 - Albenga, † 1984)
- Alfredo Stephens, calciatore panamense (Panama, n. 1994)
- Alfredo Sánchez, calciatore messicano (n. 1904)
- Alfredo Sánchez, calciatore argentino

## T(7)
- Alfredo Talavera, ex calciatore messicano (La Barca, n. 1982)
- Alfredo Tassi, calciatore italiano
- Alfredo Moreira, ex calciatore portoghese (n. 1938)
- Alfredo Tena Garduño, ex calciatore messicano (Città del Messico, n. 1956)
- Alfredo Tomassini, calciatore peruviano (Lima, n. 1964 - Oceano Pacifico, † 1987)
- Alfredo Torres Pereira, calciatore portoghese
- Alfredo Travia, calciatore italiano (Siracusa, n. 1924 - Albenga, † 2000)

## V(2)
- Alfredo Valadas, calciatore e allenatore di calcio portoghese (n. 1912 - † 1994)
- Alfredo Viviani, calciatore, dirigente sportivo e scrittore italiano (Venosa, n. 1889 - Potenza, † 1937)

## W(1)
- Alfredo Welby, calciatore italiano (Roma, n. 1910 - Roma, † 1998)

## Z(2)
- Alfredo Zibechi, calciatore uruguaiano (Montevideo, n. 1894 - † 1958)
- Alfredo Zoller, calciatore svizzero (Burgdorf, n. 1888)

## Á(1)
- Alfredo del Aguila, calciatore messicano (Città del Messico, n. 1935 - Città del Messico, † 2018)